# Charles Hitchcock Adams
Charles Hitchcock Adams (Belmont, 25 de maig de 1868 - San Francisco,1951) va ser un astrònom aficionat estatunidenc, relacionat amb la Societat Astronòmica del Pacífic (Astronomical Society of the Pacific, ASP) on va participar en la seva gestió durant més de dues dècades.

## Biografia
Adams va néixer a Belmont, Califòrnia, cinquè i últim fill de William i Cassandra Adams. Es va matricular a la Universitat de Califòrnia el 1886 i va enfocar el camp dels seus estudis en la química. No obstant això, durant el seu segon any d'estudis, el negoci del seu pare va patir terribles pèrdues degudes a desastres naturals, i va haver d'abandonar els seus estudis.
Va passar els següents anys ajudant a la seva família, i es va convertir en corredor d'assegurances. Va ser secretari executiu de l'Associació d'Intercanvi Mercantil des de 1917 fins al 1940.
Després d'obtenir un telescopi de tres polzades, i aficionar-se a observar les estrelles, es va unir a la Societat Astronòmica del Pacífic, on el 1925 es va convertir en secretari i tresorer de l'associació, càrrec que va ocupar fins al seu retir en 1950.
Charles es va casar amb Olive Bray, amb qui va ser pare d'Ansel Easton Adams, un reconegut fotògraf.

## Eponímia
- El 1970, el cràter d'impacte lunar «Adams» va ser batejat en honor seu, conjuntament amb Walter Sidney Adams i John Couch Adams.[2]